# RKS Grodziec
Robotniczy Klub Sportowy Grodziec – klub sportowy z Grodźca (dzielnicy Będzina).
Klub powstał w 1945 r. z inicjatywy pracowników i dyrekcji KWK "Grodziec", która sponsorowała i utrzymywała klub do 31 grudnia 1999 r., do czasu kiedy to opiekunka klubu w rocznicę swych setnych urodzin została postawiona w stan likwidacji.

## Informacje ogólne
- Pełna nazwa: Robotniczy Klub Sportowy "Grodziec" w Będzinie
- Rok założenia: 1945
- Barwy klubu: zielono-biało-czerwone
- Adres: Będzin, ul.Kijowska 2 A
- Sekcje sportowe: piłkarska, motorowa, siatkarska

## Sekcja siatkarska

### Hala sportowa
Pierwsze mecze siatkarze rozgrywali na boisku ziemnym w parku na tzw. "kortach tenisowych" a następnie w Domu Kultury "Gwarek" kopalni Grodziec w sali teatralno - kinowej.
Po przebudowie elektrowni kopalnianej na halę sportową w 1969 r. nastąpiła ożywiona działalność sekcji piłki siatkowej, która przeniosła się do nowego obiektu sportowego. Hala posiadała weryfikację do prowadzenia rozgrywek siatkarskich wszystkich klas oraz boisko do gry w piłki ręcznej oraz koszykowej, trybuny sportowe na 500 miejsc siedzących, 3 szatnie oraz saunę, mały basenik i siłownię. W 2005 roku w wyniku braku nadzoru ówczesnych władz miasta Będzina (które przejęły halę od kopalni), hala została zdewastowana co w konsekwencji doprowadziło do budowlanej katastrofy i jej wyburzenia.

### Historia
W 1945 r. z inicjatywy pracowników i dyrekcji KWK Grodziec powstaje pierwszy klub siatkarski na terenie miasta Będzina „Robotniczy Klub Sportowy Grodziec”. Kopalnia Grodziec i jej załoga sponsorowała i utrzymywała klub stanowiąc jedną zgodną rodzinę. Zawodnicy, trenerzy, działacze byli pracownikami kopalni, w której sekcja siatkarska była oczkiem w głowie tego zakładu oraz jej chlubą.
W 1975 r. drużyna siatkarzy po zajęciu I miejsca uzyskała tytuł mistrza woj. katowickiego i nabyła prawo walki o wejście do II ligi. Po wygranym turnieju zespół uzyskał wytyczony cel i zadomowił się w II lidze na 24 lata (odpowiednik dzisiejszej I ligi PZPS) za co otrzymał srebrną odznakę od PZPS. W tym okresie RKS wywalczył 2 – krotny awans do najwyższej klasy rozgrywek PZPS-u, lecz nie przystąpił do tej klasy rozgrywek z powodu braku odpowiedniej hali sportowej (za niski hala) oraz pieniężnych.
Działania klubu nastawione były na osiągnięcia sportowe i wychowawcze młodzieży co przyniosło zdobycie złotego medalu drużyny juniorów w 1985 r. prowadzonej przez byłego zawodnika RKS-u Marka Kisiela (wieloletni prezes Śląskiego Związku Piłki Siatkowej w Katowicach) na Ogólnopolskiej Spartakiadzie Młodzieżowej we Wrocławiu (obecnie Ogólnopolska Olimpiada Młodzieży) oraz IV miejsca w tym samym roku na mistrzostwach Polski juniorów w Warszawie.
Sekcja siatkarska RKS „Grodziec” została zlikwidowana w sezonie 1999/2000 r. z braku pieniędzy, gdy jego wieloletniego opiekuna i sponsora Kopalnie Grodziec (w jej 100. urodziny) postawiono w stan likwidacji. W ostatnim roku działalności klubu młodzicy prowadzeni przez byłego zawodnika RKS-u Franciszka Mroza wywalczyli Mistrzostwo Polski Młodzików w Będzinie, po czym nastąpiło przekazanie zawodników młodzieżowych i juniorów RKS Grodziec do Międzyszkolnego Ośrodka Sportowego w Będzinie.
Pod wodzą Franciszka Mroza młodzi siatkarze kontynuują medalową pasę w nowym klubie MOS Będzin sięgając po: III miejsce na Mistrzostwach Polski Juniorów Nysie 2001 r., III miejsce na Mistrzostwach Polski Młodzików 2001 r., II miejsce na Mistrzostwach Polski Juniorów Busko-Zdrój 2003 r., I miejsce na Mistrzostwach Polski Juniorów Bełchatów 2005 r. oraz Mistrzostwo Polski Juniorów w piłce plażowej we Wrześni.

### Trenerzy
- L. Kolonko
- B. Oruba

- M. Kisiel
- J. Polak
- F. Mróz
- A. Krzywdziński
- L. Baliński
- S. Guzak

### Medaliści Mistrzostw Polski
w rozgrywkach młodzieżowych i juniorskichw latach 2000 i 2001:
| - Grzegorz Sikora - Paweł Cała - Michał Nitkowski - Maciej Ryłko - Marek Nitkowski | - Michał Żuk - Maciej Łokas - Kamil Krawczyk - Dariusz Syguła - Bartosz Dzierżanowski | - Paweł Nalikowski - Tomasz Olczak - Bartosz Flak - Zbigniew Syguła - Sebastian Pęcherz | - Dawid Chałat - Marcin Czapla - Tomasz Tomczyk - Grzegorz Kosok - Paweł Badurak | - Karol Świerczek - Mateusz Mędzrzyk - Michał Klebach - Michał Świerczek - Michał Kamiński |

### Znani zawodnicy grający w RKS-ie
| - Bolesław Tomala - Jerzy Mazurkiewicz - Witold Mazurkiewicz - Tadeusz Ciapała - Leszek Gubała | - Donat Ciałoszyński - Waldemar Górski - Władysław Katolik - Wiesław Rutkowski - Franciszek Mróz - Jerzy Borkowski | - Marek Kisiel - Jerzy Polak - Marek Jerzy - Jacek Nitkowski - Marek Fornal | - Robert Wójcik - Jarosław Chwastek - Marek Jerzy - Rafał Ślusarczyk - Tomasz Wnuk - Michał Żuk | - Mariusz Syguła - Aleksander Mutryn - Sebastian Pęcherz - Dariusz Syguła - Zbigniew Syguła - Jarosław Sitko |

## Sekcja piłkarska

### Informacje ogólne
- Pełna nazwa: Robotniczy Klub Sportowy "Grodziec" w Będzinie
- Rok założenia: 1945
- Barwy klubu: zielono-czarno-czerwone
- Adres: Będzin, ul. Kijowska 2 A
- Stadion:
  - Stadion "Budowlanych" przy ul. Kijowskiej 2 A

pojemność: 500
oświetlenie: brak
wymiary: 102 m x 64 m
- Prezes: Rafał Pietrzyk
- Trener: Marcin Paul

### Stadion
Pierwsze boisko znajdowało się na terenie dworskim za pałacem Ciechanowskich, od strony południowej do 1950 r. Następne boisko znajdowało się na terenie byłego szybu kopalnianego nr 5 na tzw. Obszarze "Rozkówki". W latach 60. były już tam dwa boiska do gry w piłkę nożną. W wyniku sprzedaży przez miasto "Parku Rozkówka" wraz z boiskami i zapleczem socjalnym w 2005 r. klub musiał się przenieść na boisko byłego klubu piłkarskiego "Budowlanych" w Grodźcu przy ul. Kijowskiej.

### Historia
Sekcja piłkarska od 1945 do dziś grała pomiędzy B-klasą a III ligą. Po zamknięciu KWK Grodziec, sekcja przeżywała ogromne problemy. W ich wyniku drużyna spadła do najniższej klasy rozgrywkowej (B-klasy). Od 2004 roku następuje powolna odbudowa sekcji piłkarskiej. W sezonie 2004/05 drużyna awansowała do A-klasy. Sześć lat później (sezon 2010/11) po zajęciu 2. miejsca w rozgrywkach A-klasy awans do ligi okręgowej. Poprawiła się infrastruktura na boisku przy ulicy Kijowskiej. Pod koniec 2012 roku oddano do użytku nowy budynek klubowy i wybudowano drugie boisko (treningowe).
W sezonie 2020/21 zespół zajął ostatnie miejsce w IV lidze i został zdegradowany do ligi okręgowej, w której grał do sezonu 2022/23, po którym zaliczył kolejny spadek.

## Sekcja motorowa
Motorowy Klub Sportowy w Grodźcu został założony w marcu 1948 r. przez Mariana Gruszkę i Antoniego Haka. Sekcja motorowa podlegała Robotniczemu Klubowi Sportowemu "Górnik" Grodziec, RKS natomiast był utrzymywany i sponsorowany przez KWK Grodziec.
- - Klub prowadził kursy i szkolenia kierowców. Marian Gruszka jako kierownik klubu w 23 lata wyszkolił około 3000 osób. Członkowie klubu brali czynny udział w organizowanych wyścigach szosowych, terenowych, żużlowych, sprawnościowych i innych.

- - Wśród tych, którzy rozsławili klub byli m.in. Zygmunt Bijak, Leonard Bednarek, Euzebiusz Gil, Marian Gruszka, Edmund Hak, Jerzy Hak, Stanisław Nowak, Władysław Sierpiński, Zbigniew Szulc i inni.

- - Członkowie klubu w ramach turystyki przebyli Szlaki Orlich Gniazd, Beskid Śląski, Karkonosze, Góry Świętokrzyskie, Kraków, Nową Hutę, Bieszczady, brali udział w zlotach gwiaździstych do budowy Nowej Huty w 1951 r. oraz budowy stadionu sportowego w Chorzowie w 1953 r.